# Fitz-James O'Brien
Fitz-James O'Brien, scritto anche Fitz James (contea di Cork, 31 dicembre 1828 – Cumberland, 6 aprile 1862), è stato uno scrittore irlandese naturalizzato statunitense, considerato uno dei precursori del moderno genere fantascientifico. La sua vita, intensa e a tratti avventurosa, si arricchì ben presto di un alone romantico e quasi leggendario, come la sua letteratura.

## Biografia
Nato Michael O'Brien nella contea di Cork, quando era ancora molto giovane si trasferì con la famiglia a Limerick (Irlanda). Frequentò l'Università di Dublino, e si ritiene che per un certo periodo abbia anche prestato servizio nell'esercito britannico. Dopo il college si trasferì a Londra, e nel giro di quattro anni spese tutta la sua cospicua eredità di 8 000 sterline, lavorando nel frattempo come direttore di un periodico che appoggiava l'Esposizione universale del 1851. Verso il 1852 emigrò negli Stati Uniti, cambiando per l'occasione il suo nome in Fitz-James e iniziando ad occuparsi di letteratura.
Mentre era al college aveva infatti mostrato una predisposizione a scrivere versi, e due sue poesie — Il Lago di Ine (Loch Ine) e Castelli irlandesi (Irish Castles) — furono pubblicate in The Ballads of Ireland (1856).
I suoi primi scritti negli Stati Uniti furono pubblicati sulla rivista Lantern, all'epoca diretta da John Brougham. Successivamente scrisse per lo Home Journal, il New York Times e l'American Whig Review. La sua prima collaborazione letteraria importante fu con Harper's Magazine, e a cominciare dal febbraio 1853, con I due teschi (The Two Skulls), produsse più di sessanta opere in prosa e in versi per quel periodico. Lavorò anche per il New York Saturday Press, Putnam's Magazine, Vanity Fair, e l'Atlantic Monthly.
Proprio su Atlantic Monthly O'Brien pubblicò La lente di diamante (The Diamond Lens) (1858) e Il forgiatore di meraviglie (The Wonder Smith) (1859), che restano capolavori insuperati dell'immaginazione e modelli unici di racconti brevi per riviste. La lente di diamante è probabilmente il suo racconto breve più famoso, e narra la storia di uno scienziato che inventa un potente microscopio, scoprendo una bella donna in un mondo microscopico racchiuso dentro una goccia d'acqua. Il forgiatore di meraviglie anticipa il filone della rivolta dei robot, dove giocattoli posseduti da spiriti maligni si trasformano in automi viventi che si rivoltano contro i loro creatori. Altrettanto pregevole è il racconto breve del 1858 intitolato Orrori sconosciuti (Horrors Unknown), definito come "il più impressionante esempio singolo di narrativa surreale antecedente ad Alice nel Paese delle Meraviglie" (Sam Moskowitz, 1971). Che cos'era? Un mistero (What Was It? A Mystery) (1859) è invece uno dei primi esempi conosciuti che tratta il tema dell'invisibilità nella narrativa.
O'Brien scrisse anche opere teatrali. Per James W. Wallack creò Un gentiluomo dell'Irlanda (A Gentleman from Ireland), che fu rappresentato per una generazione. Scrisse e adattò anche altri lavori per il teatro, ma ebbero vita più breve.
A New York entrò subito a far parte del brillante circolo di bohémien dell'epoca, dei quali era considerato quello più in gamba. Ai pranzi settimanali offerti da John Brougham, o alle cene notturne nella birreria di Pfaff's sulla Broadway, era lui l'anima della festa.
Nel 1861, allo scoppio della Guerra di secessione, si arruolò nell'esercito dell'Unione,  7º reggimento della Guardia Nazionale di New York, sperando di essere mandato al fronte. Si distinse ben presto in combattimento e ottenne il grado di capitano. Quando il suo reggimento ritornò a New York fu assegnato allo staff del generale Frederick W. Lander. Fu gravemente ferito in una scaramuccia il 26 febbraio 1862 e rimase in agonia fino ad aprile, quando morì presso Cumberland (Maryland), all'età di 33 anni.
Il suo amico, William Winter, gli rese omaggio curando la raccolta Le poesie e storie di Fitz-James O'Brien (The Poems and Stories of Fitz James O'Brien), a cui si aggiungono ricordi personali di questo talentuoso scrittore da parte di vecchi amici che gli erano sopravvissuti (Boston, 1881). Winter dedica anche un interessante capitolo a O'Brien nel suo libro Caldo marrone e campane azzurre (Brown Heath and Blue Bells) (New York, 1895).

## La fama dopo la morte
Oltre che al valore letterario della sua opera, la fama di Fitz-James O'Brien è strettamente legata alla sua personalità brillante ed estroversa, che ne fece uno dei personaggi di riferimento della cultura newyorchese di metà Ottocento. La morte eroica in combattimento durante la Guerra di secessione contribuì poi ad ammantare di un'aura di leggenda la sua figura, la cui memoria fu tenuta viva grazie anche ai ricordi dei vari amici, raccolti nel già citato libro di William Winter. A partire dai primi del Novecento, con il mutare dei gusti letterari, l'attenzione per questo scrittore da parte della critica e del pubblico andò via via scemando, anche per la difficoltà di inquadrare la sua opera in uno stile definito.
Sebbene i suoi racconti abbiano ispirato altri scrittori del genere horror e fantastico, come Hodgson, Merritt, Lovecraft e Bierce, il suo ruolo di precursore in questo campo fu a lungo sottovalutato, probabilmente per il pregiudizio negativo da parte della critica ufficiale che per molti decenni accompagnò tutta la produzione del genere e che subirono del resto, in epoche diverse, anche scrittori come Poe e lo stesso Lovecraft. Il paragone non è improprio giacché, come i suoi più illustri colleghi, O'Brien fu rivalutato successivamente dai critici, in modo peraltro anche lusinghiero. Ad es., Francis Wolle lo definì come "lo scrittore che diede al fantastico e al soprannaturale un'ambientazione definitivamente collocata nel tempo e nello spazio".
Malgrado questi riconoscimenti, però, Fitz-James O'Brien rimane ancora poco conosciuto dal grande pubblico, soprattutto fuori dagli Stati Uniti. In Italia, merita di essere segnalato un omaggio alla figura di questo scrittore contenuto in una storia a fumetti di Dampyr, scritta da Mauro Boselli e disegnata da Nicola Genzianella. Pubblicata sul n. 126 della serie regolare uscito a settembre 2010 con il titolo "La stanza perduta", la storia vede Harlan Draka, il Dampyr, trascinato nella Manhattan di metà Ottocento da un malvagio demone della Dimensione Nera, Varkendal, il collezionista di anime, che ha preso di mira il circolo di letterati e artisti bohémien che si riuniscono nella birreria Pfaff e dei quali Fitz-James O'Brien è uno dei principali esponenti. Nell'albo, una parte importante è dedicata alla descrizione di O'Brien e dei suoi amici, molti dei quali, come si ricorda nella nota introduttiva che precede la storia, "ancora più dimenticati di lui, morirono tutti, o quasi, giovani e in circostanze misteriose". Mauro Boselli ricostruisce le personalità e l'ambiente di questi artisti con la consueta precisione, soffermandosi in particolare su O'Brien, di cui offre un ritratto inedito e affettuoso.